# Quellesiedlung
Die Quellesiedlung, gelegentlich auch als Quelle-Siedlung bezeichnet, ist eine Ansiedlung südlich von Westerode im Stadtgebiet von Bad Harzburg im Landkreis Goslar.

## Geografie
Die Quellesiedlung ist direkt westlich des Waldstücks Fuchshöhlen und östlich der Flur Haberlahkamp gelegen. Sie befindet sich am nördlichen Abhang des Butterbergs, der eine natürliche Barriere zwischen dem Ort und der Bad Harzburger Innenstadt darstellt. Ein nicht weiter benannter Feldgraben beginnt in der Quellesiedlung und mündet in den Kattenbach. Durch die Siedlung hindurch führt das Gleisbett der stillgelegten Bahnstrecke Heudeber-Danstedt–Bad Harzburg.

## Geschichte
Bereits vor Gründung der Siedlung befand sich ein Bahnhof der Bahnstrecke Heudeber-Danstedt–Bad Harzburg auf dem Siedlungsgebiet, der allerdings 1958 mit Einstellung des Personenverkehrs seine Bedeutung verlor. 1973 wurde auf dieser Strecke auch der Güterverkehr eingestellt.
Die Ansiedlung wurde 1965 gegründet. Der Name leitet sich durch die markante und monotone Bebauung an Fertighäusern von der Firma Quelle ab, die in den Straßen Fuchshöhlenweg, Kiefernweg und Am Streuerkamp südlich der ehemaligen Bahnlinie sämtliche Häuser stellte.

## Verkehr
Die westliche Begrenzung bildet die Kreisstraße K 30 (Sandstraße; Bad Harzburg – Westerode – Bettingerode – Lochtum), an welcher in die Quellesiedlung vier Stichstraßen abzweigen. Über einen Fußweg ist die Begehung der Kreisstraße in beide Richtungen möglich. Nach Osten hin zweigt ferner ein gut ausgebauter Feldweg ab, der in Richtung Heinisches Bruch/Harz führt.
Die Quellesiedlung wird von der Buslinie 821 angefahren, sie hält an der Bushaltestelle Westerode-Bahnhof an der Kreisstraße.